# ニュージャージー州の歴史
ニュージャージー州の歴史（ニュージャージーしゅうのれきし、英:History of New Jersey）は、北アメリカ、現在のアメリカ合衆国ニュージャージー州の先史時代から、ヨーロッパ人の到来以降、現代に至る歴史を扱う。記録に残る歴史は1524年のジョバンニ・ダ・ヴェラッツァーノによるジャージー海岸の探検に始まった。ただし、この地域は何千年にもわたって先住民族が住んでいた。ヨーロッパ人が到来した時点ではイロコイ連邦の一種族レナペ族の多くの集落があった。ニュージャージー地域は直ぐにスウェーデンとオランダの支配下に入り、2国間の闘争の結果オランダが生き残った。しかし、オランダの植民地ニューネーデルラントも1664年にはイギリスに占領された。ニュージャージーは1776年のアメリカ独立戦争に加担した13植民地の一つになった。1779年には連合規約の署名がプリンストンで行われ、プリンストンは4ヶ月間だけ合衆国の首都になった。独立戦争中のニュージャージーでは幾つかの苦しい戦いが続いたがこれに勝利し、戦後独立を勝ち取った。1787年、新しく起草されたアメリカ合衆国憲法を批准した3番目の州になった。
19世紀、ニュージャージー州の都市は国全体の産業革命を先導し、南北戦争の88,000名を初めとしてアメリカが戦った多くの戦争にも兵士を輩出した。逃亡奴隷を北方に逃がす地下鉄道 (秘密結社)の中でも役割を担った。州内の輸送力は運河の建設とさらに多くの鉄道の敷設によって能力を増し、工業化を進展させた。1900年代初期のニュージャージー州は繁栄を極めたが、1930年代の世界恐慌によって弱められた。第二次世界大戦と冷戦の時代は、ニュージャージー州の造船所や軍事基地が合衆国の防衛のために重要な役割を担った。1960年代、幾つかの人種暴動が起こった。またリンドン・ジョンソン大統領とソ連首相アレクセイ・コスイギンによるグラスボロ・サミット会議が開催された。

## 前史
1億8千万年前のジュラ紀、ニュージャージーは北アフリカと接しており、北アメリカ大陸とアフリカ大陸が衝突する圧力で、アパラチア山脈ができた。この頃にパンゲア大陸が分裂を始め、ローラシア大陸とゴンドワナ大陸に分かれ、北アメリカ大陸は北アフリカと離れていった。1万8千年前の氷期、氷河の先端はニュージャージーまで達していた。氷河が後退すると、後にはパセーイク湖や多くの川、湿地および渓谷を残した。
ニュージャージーに最初に入った現生人類はレナペ族、ヨーロッパ人からはデラウェア族と呼ばれる先住民族であった。レナペ族は緩やかな組織を構成し、小規模の農業（主にトウモロコシ）を行っていた。これは、デラウェア川、ハドソン川下流およびロングアイランド湾西部といった周縁地域を移動しながら狩猟・採取生活を行っていた社会の食料を補う目的があった。レナペ族社会は、共通の女性の先祖から分かれた幾つかの母系一族で構成されていた。これらの一族は3つの明白な胞族に組織化され、それぞれ亀、七面鳥およびオオカミという動物の印で識別していた。レナペ族が最初にオランダ人と出会ったのは1600年代初期のことであり、最初のヨーロッパ人との関係は毛皮交易を通じてだった。

## 植民地時代の歴史
1524年、フランスに仕えていたイタリア人ジョバンニ・ダ・ヴェラッツァーノがジャージー海岸を船で探検した。1609年、オランダ東インド会社の要請を受けたイギリス人ヘンリー・ハドソン卿がニュージャージーのケープ・メイを発見した。オランダ人探検家コーネリアス・ジャコブセン・メイもニュージャージーとデラウェア湾を探検した。現在、ケープ・メイ (Cape May)は岬だけでなく、町や郡の名前となっているが、このオランダ人メイ (Mey)に因んで名付けられた。

### ニューネーデルラント
ニュージャージーの土地の大半はオランダによって領有権を主張されたが、これはイギリス人の到着以前のことだった。オランダ領ニューネーデルラントは、現在のニューヨーク州とニュージャージー州の一部を含んでいた。ヨーロッパ人の土地所有の原則は、レナペ族にとっては与り知らないところであり、オランダの政策は入植する土地を全て正式に購入することとしていた。最初に購入したのはピーター・ミヌイットによるマンハッタンであった。ニュージャージーの土地で最初に開拓されたのはパボニア、現在のジャージーシティで1629年のことだった。オランダの最後の知事はピーター・ストイフェサントであったが、宗教的な自由を拘束しようとしたために、その下にある者には評判が悪かった。1657年のフラッシング陳情書は、ストイフェサントがキリスト教徒として、またオランダ市民としての住人に違背する者としてクエーカー教徒を禁止したことに抗議するものだった。ストイフェサントはその目的を達するために軍隊を使って抑圧したが、これは彼の不人気を増すだけだった。ニューネーデルラント植民地には最高時で6,000名の住人がいた。

### ニュースウェーデン
オランダに加えて、ニュージャージー南西部には、17世紀半ばまでにスウェーデン人が入植した。ニュースウェーデンは1638年に設立され、ヨハン・ビョルンセン・プリンツ知事 (1643-1653)の時に最盛期を迎えた。プリンツに率いられた開拓者達は、デラウェア川の両岸、北はクリスティーナ砦まで拡がった。さらにデラウエア川の東岸、今日のセーラム近くにニュー・エルフスベリ砦を建設することで、植民地の軍事的また商業的な状況を改善した。この行動により、新世界への進出を強めていたイギリスやオランダから、デラウェア川を容易には奪われないようにした。スウェーデン人とフィンランド人の開拓者は、隣人であるオランダ人やレナペ族と概して平和的な付き合いをした。ニュースウェーデンの最後の知事ヨハン・クラッソン・ライジングの下で、スウェーデンはオランダのカシミア砦（現在のニューカッスル）を奪取した。ここはクリスティーナ砦にも近く、後にトリニティ砦と改称された。
この事件に怒ったストイフェサント知事は、報復のために翌年夏、デラウェア川に7隻の武装艦船と317名の兵士を送った。数的に負けていたスウェーデン守備兵は希望のないことを認識して降伏した。トリニティ砦が落ちた2週間後にクリスチーナ砦も落ちた。1655年オランダはこの地域を完全に掌握しニューネーデルラントに併呑した。

### イギリスの植民地
ニューネーデルラントの植民地からオランダはイギリスが行っているアメリカ植民地との大西洋貿易に干渉した。イギリスはジョン・カボットが初めて北アメリカを発見したと主張し、ヨーク公にニュージャージーを含む土地を勅許し、ヨーク公はリチャード・ニコルズ大佐にこの地域の支配を命じた。1664年9月、ニコルズの指揮する艦隊が現在のニューヨーク港に入り植民地を掌握した。イギリスは、おそらくオランダの知事ピーター・ストイフェサントの不人気の故だろうが、ほとんど抵抗を受けなかった。ニコルズは植民地の占領後、ニューアムステルダムと他のニューネーデルラントの副知事となり、植民者の財産権と法の継承、および信教の自由を保障した。ニューネーデルラントはニュージャージー（1649年にイングランド王チャールズ2世が即位したイギリス海峡にあるジャージー島に因む）と改称され、ニューアムステルダムはニューヨークになった（ヨーク公に因む）。

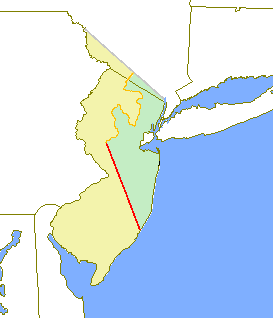
イーストジャージー（緑）とウエストジャージー（黄）。キース線（赤）、コックスとバークレーの線（橙）も示す。

チャールズ2世はニューイングランドとメリーランドの間の地域を、弟であるヨーク公（後のジェームズ2世）に領主植民地として与えた。後にジェームズ2世はハドソン川とデラウェア川の間の地域、すなわち今日のニュージャージー州の土地を、清教徒革命の間も忠実であった2人の友に与えた。ジョージ・カートレット卿とストラットン伯ウィリアム・バークレーである。この2人のニュージャージー領主は、ニュージャージーに多くの開拓者を惹き付けるために、開拓者に土地の利用を認め、ニュージャージーの全ての住民に信教の自由を認める文書「利権と合意事項」を渡した。当時のイングランド国教会はそのような信教の自由を認めていなかった。土地の利用を許されることの見返りに、開拓者達は毎年土地の使用料を払った。領主達はフィリップ・カートレットを初代知事に任命し、初代知事はエリザベスタウン（今日のエリザベス）をニュージャージーの首都に決めた。しかし、2人の領主は土地の使用料を集金することが難しいことが分かり、1673年3月18日、バークレーは自分の持ち分をクエーカーに売却した。
この売却で植民地はイーストジャージーとウエストジャージーに分かれることになった。東西のジャージーを分ける境界は、概して今日のニュージャージー南部と北部を分ける境界に相当し、ジョージ・キースによって作られたものだった（キース線）。しかし、その境界線は常に紛争のタネになった。1676年のクィンティパーティト・ディードにより正確な測量が行われた地図ができて1696年頃に描かれたいわゆるソーントン線となり、さらに1743年頃に描かれたいわゆるローレンス線が法的な目的で使われる最終的な境界として採用された。
ニュージャージーの植民者の多くは農夫になった。しかし、大地の肥沃さにも拘わらず、イギリス・ポンドの不足のために農夫達は苦闘することになった。もともとオランダの開拓者であった植民者の大多数は丸太の小屋に住んだ。ニュージャージーは大西洋に面しているということでは恵まれていたので、植民者は農業と漁業それに海上交易を行った。輸送は足と馬を使うので鈍く困難であった。子供の教育は小さな宗教学校、私設の学校、あるいは家庭教師によって行われた。
ニュージャージーの西側はクエーカー派の植民地として開発され、一方で東側は投機や貿易などの利潤の追求が重視されるようになった。1680年代にはスコットランドからの移住が奨励され、カルヴァンの影響を受けた長老派が多く住むようになった。
1702年、アン女王の治世の時に、東西のジャージーは統合されて新たに王室領となった。領主の政府改革の試みや免役地代をめぐって抗争が絶えなかったために、領主が統治権を蜂起したためである。コーンベリー領主のエドワード・ハイドが王室領としての植民地の初代知事になった。ハイドは効率の悪い堕落した支配者であり、賄賂を取り、土地の投機を行ったので、1708年に本国に呼び戻された。その後はニューヨーク植民地の知事がニュージャージー知事を兼ねたが、これではニュージャージー開拓者の鬱憤が積もり、知事がニューヨーク植民地にばかり肩入れしていると告発した。ルイス・モリス判事がこの事件を裁き、1738年にはモリス自身がジョージ2世によって知事に指名された。1701年から1705年の間、ニュージャージーとニューヨーク植民地の境界が論争となり、一連の小競り合いや襲撃が起きた。
1746年、「カレッジ・オブ・ニュージャージー」（現在のプリンストン大学）が、エリザベスタウンに設立された。創設者は、ジョナサン・ディッキンソン、アーロン・バー・シニアおよびピーター・ヴァン・ブラフ・リビングストンを含む、大覚醒の「新しい明かりをつける人」の集団であった。1756年に校舎がプリンストンに移された。

## アメリカ独立戦争
ニュージャージーはイギリスからの独立を求めて戦った最初の13植民地の一つであった。最初は多くの開拓者がイギリス王室への忠誠心を感じており、また多くの奴隷は自由と引き替えにイギリスの側に付いた。王党派の中にはニュージャージー知事ウィリアム・フランクリンも入っていた。
1776年7月2日、最初のニュージャージ憲法が起草され、新しい政府の基本線が出来上がった。新憲法では、「植民地の全ての住人は、年齢を問わず、50ポンドの宣言金の価値ある者は」投票できる、これには非白人や寡婦も含まれる。既婚女性は慣習法の下では独自の財産を持てない、とされていた。憲法そのものは一時的なものと宣言され、イギリスとの和解が成立した場合は無効となるとされていた。選挙で対立する政党は、女性にも選挙権を与えたことで、「ペチコートの選挙人」に頼ることについて互いに嘲りあった。憲法の発効からわずか2日後の7月4日に、ニュージャージーからの5人の代議員によってアメリカ独立宣言が承認された。
独立戦争中にニュージャージーでイギリス軍と大陸軍が幾つかの重要な戦いが行われたので、「独立戦争の十字路」と言われている。ニュージャージーでは独立戦争中に296回の戦闘が行われたが、これは他のどの州よりも多い。中でも4つの大きな戦闘、トレントンの戦い、プリンストンの戦い、モンマスの戦いおよびスプリングフィールドの戦いが有名である。トレントンの戦いとプリンストンの戦いは2つ合わせて「正念場の10日間」と言われている。この2つの戦いはわずか10日の間に戦われたものであり、この戦闘に是が非でも勝つことが国全体の士気に関わることだったからである。

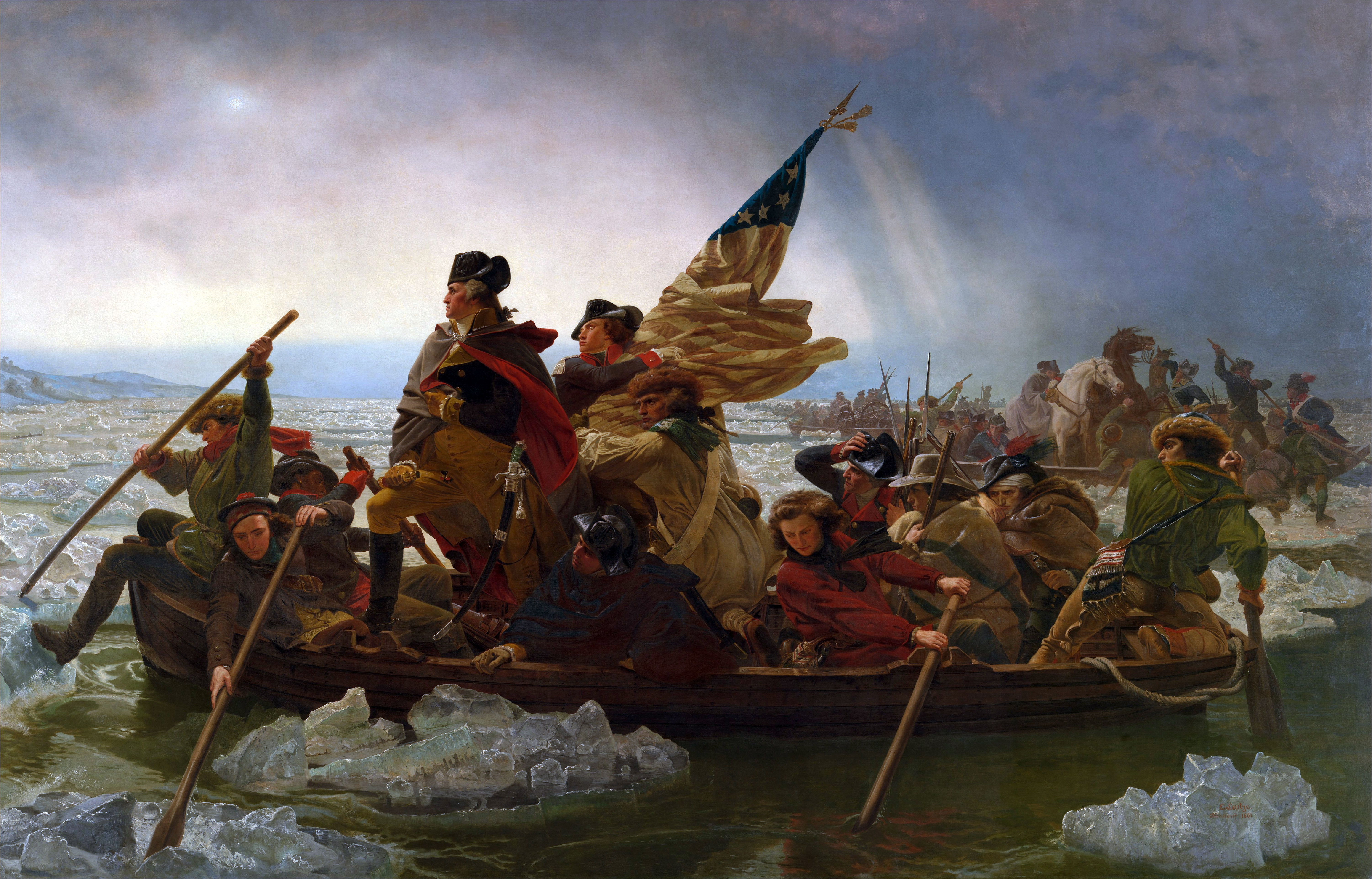
ジョージ・ワシントン将軍に率いられたデラウェア川の渡河

1776年のクリスマスの夜に、ジョージ・ワシントン将軍に率いられた大陸軍は、有名なデラウェア川の渡河をおこなった。その光景が、画家のエマニュエル・ゴットリープ・ロイツェによって、「デラウェア川を渡るワシントン」の絵に収められた。この絵はニュージャー州別の25セント硬貨にも使われた。デラウェア川渡河に続くトレントンの戦いでは、アメリカ軍がドイツ人傭兵部隊を急襲し、90分間で900名近い捕虜を取り、イギリス軍の物資も捕獲した。この勝利の後で、ワシントン軍はデラウェア川を再び渡って、ペンシルベニアに戻った。
数日後、イギリス軍の将軍チャールズ・コーンウォリスはトレントンでのワシントン軍との会戦を期待して進軍し、第二次トレントンの戦いが起こった。コーンウォリスはトレントンを再占領した後で、アッサンピンク・クリークで防御を固めている敵への攻撃を命じた。大陸軍はこの防衛拠点からイギリス軍に大きな損失を与えた。その後、大陸軍はコーンウォリス軍の横を擦り抜けトレントンの背後に回り、1777年1月3日のプリンストンの戦いで、プリンストンに駐在していたイギリス軍を攻撃した。プリンストンのイギリス軍は降伏を余儀なくされた。コーンウォリスはプリンストンに引き返して大陸軍と戦おうとしたが、狙撃兵によって妨げられた。これら一連の勝利によって、イギリス軍をニュージャージーから立ち去らせることになった。
1778年6月28日、ワシントン指揮下の大陸軍はヘンリー・クリントンが指揮するイギリス軍とモンマスの戦いを行った。ワシントンはイギリス軍を急襲し、その後衛を潰そうと考えていた。チャールズ・リー将軍が率いる部隊がイギリス軍の後衛を攻撃したが、イギリス軍がアメリカ軍の側面を衝こうとしたときに時期尚早な撤退をしてしまった。このリー隊の撤退が大陸軍の混乱を呼んだが、ワシントンは部隊を糾合してイギリス軍の反撃を2回まで凌いだ。気温が上がって38℃を超え、多くの兵士が熱中症で倒れた。戦闘の後でチャールズ・リー将軍はそのお粗末な指揮に対して軍法会議に掛けられた。イギリス軍の損失は1,000名以上であったのに対し、大陸軍の損失は452名に留まった。戦いに参加したと言われる女性、モリー・ピッチャーの伝説が生まれたのはこの戦闘の時である。
独立戦争中でニュージャージーで起こった最後の大きな戦闘（ニュージャージー州の歴史の中でも最後の戦闘）は、スプリングフィールドの戦いであった。ドイツ傭兵部隊の将軍クニプハウゼン男爵は、ニュージャージー侵略を意図し、戦争に倦んでいたニュージャージーの植民地人からの支援も期待していた。クニプハウゼンはホバート・ギャップを確保し、そこからモリスタウンにあった大陸軍の本部を襲おうと考えた。1780年6月23日、イギリス軍は大陸軍将軍ナサニエル・グリーン指揮下の部隊を攻撃したが、グリーンはラリタン川に面した塹壕から敵の2方面攻撃を食い止め、侵略を阻止することに成功した。
ニュージャージーは1779年11月26日に連合規約を批准し署名した。1783年の夏、大陸会議（連合会議）がプリンストン大学のナッソー・ホールで開かれた。会議は元々フィラデルフィアで招集されたが、暴動が持ち上がったことから場所が変更された。プリンストンは1ヶ月間だけ国の首都になった。プリンストン滞在中に、1783年9月3日にパリで調印されたパリ条約の知らせが届き、戦争が終結した。1787年12月18日、ニュージャージーはアメリカ合衆国憲法を批准した3番目の州になり、また1789年11月20日、権利章典の批准では最初の州になった。
ニュージャージー州は新しい合衆国政府の骨格を創る際に大きな役割を果たした。バージニア州が各州の人口に基づいて代議員の数を決める、いわゆるバージニア・プランを提案したとき、小さな州はそのような考え方では最早政府に対する小さな州の発言が抑えられることを恐れて反対した。ニュージャージー州の政治家ウィリアム・パターソンは、議会内の発言権を平等にするため、各州に1票を割り当てるニュージャージー・プランを提案した。最終的には両案を取り入れ、アメリカ合衆国議会は二院制になった。

## 19世紀

### 産業革命
ニュージャージーの経済は多くを農業に頼っていたが、不作の場合もありまた土地が肥えていない所では開拓者達を苦しめていた。しかし、1850年代初期にジョージ・H・クックの努力により、農業に関する正確な調査記録を出版する事業を興した。この出版事業は農業の研究に関わる者を増やし、直接農夫を支援できることになった。ニュージャージーの人々に取って農業が収入源としてはあまり頼りにならなくなったときに、多くの者は工業化の方向に向き始めた。
パターソン市はアメリカにおける産業革命の揺籃となった。エネルギーはパセーイク川の77フィート (23 m)の落差があるグレート・フォールから得られた。パターソン市は工場や他の産業の重要拠点となった。この中には繊維産業、軍需産業、絹織物、鉄道の機関車の製造などが含まれた。絹織物の生産量が高かったために「絹の市」という渾名を貰った。1835年、サミュエル・コルトが銃火器の製造を始めた。
ニュージャージー州憲法の第2版は1844年に書かれた。この憲法では、参政権が白人男性に限定され、1776年に制定された元の憲法では許されていた女性や他の民族の人々からは奪った。新しい憲法には行政と立法、司法の権力の分離が盛り込まれた。また権利章典も定められた。この憲法で人々は知事を選ぶ権利を与えられた。
有名な発明家トーマス・エジソンは1847年に生まれた。エジソンはニュージャージー州メンロー・パークで働き、その多くの発明の故に「メンロー・パークの魔術師」と呼ばれた。彼の人生で1093個の特許を得た。エジソンの最も有名な発明には、蓄音機、キネトスコープ、電気投票記録機、速記用口述録音機、および入れ墨を彫る機械がある。他にも白熱電球、ラジオ、テレグラフ、および電話機の改良に貢献した。モーション・ピクチャー・パテント会社も設立した。エジソンの有名な言葉、「天才は1%のひらめきと99%の努力」は、その業績が研究と試験の賜物であったことを示している。
ニュージャージーで生産される農産物は大市場であるニューヨーク市やフィラデルフィア市に送られることが多く、優れた輸送手段が求められた。最初の洋上蒸気船はホーボーケンを出港しニュージャージー南部を回り、フィラデルフィアに着いた。後に運河が開削された。その最初のもの、モリス運河はデラウェア川のフィリップスバーグからハドソン川のジャージーシティとを繋いだ。デラウェア・アンド・ラリタン運河はラリタン川のニューブランズウィックからデラウェア川のボーデンタウンとを繋いだ。機関車も改良された。ホーボーケン生まれの発明家ジョン・スチーブンスは10トンの機関車を造り、その息子ロバート・L・スチーブンスが鉄道の敷設を始めた。1833年までにカムデン&アンボイ鉄道が完成し、フィラデルフィアとニューヨークを7時間で繋いだ。1800年代を通じて、1ダース以上の会社が鉄道を運営した。

### 戦争と奴隷制
米墨戦争の時、ニュージャージーからは4個中隊からなる志願兵代替が1847年9月から1848年7月まで従軍した。騎兵隊を率いた士官のフィリップ・カーニーはウィンフィールド・スコット将軍に従い、コントレラスの戦いやチュルブスコの戦いに参加した。戦後、カーニーはニュージャージー州を本拠とした。

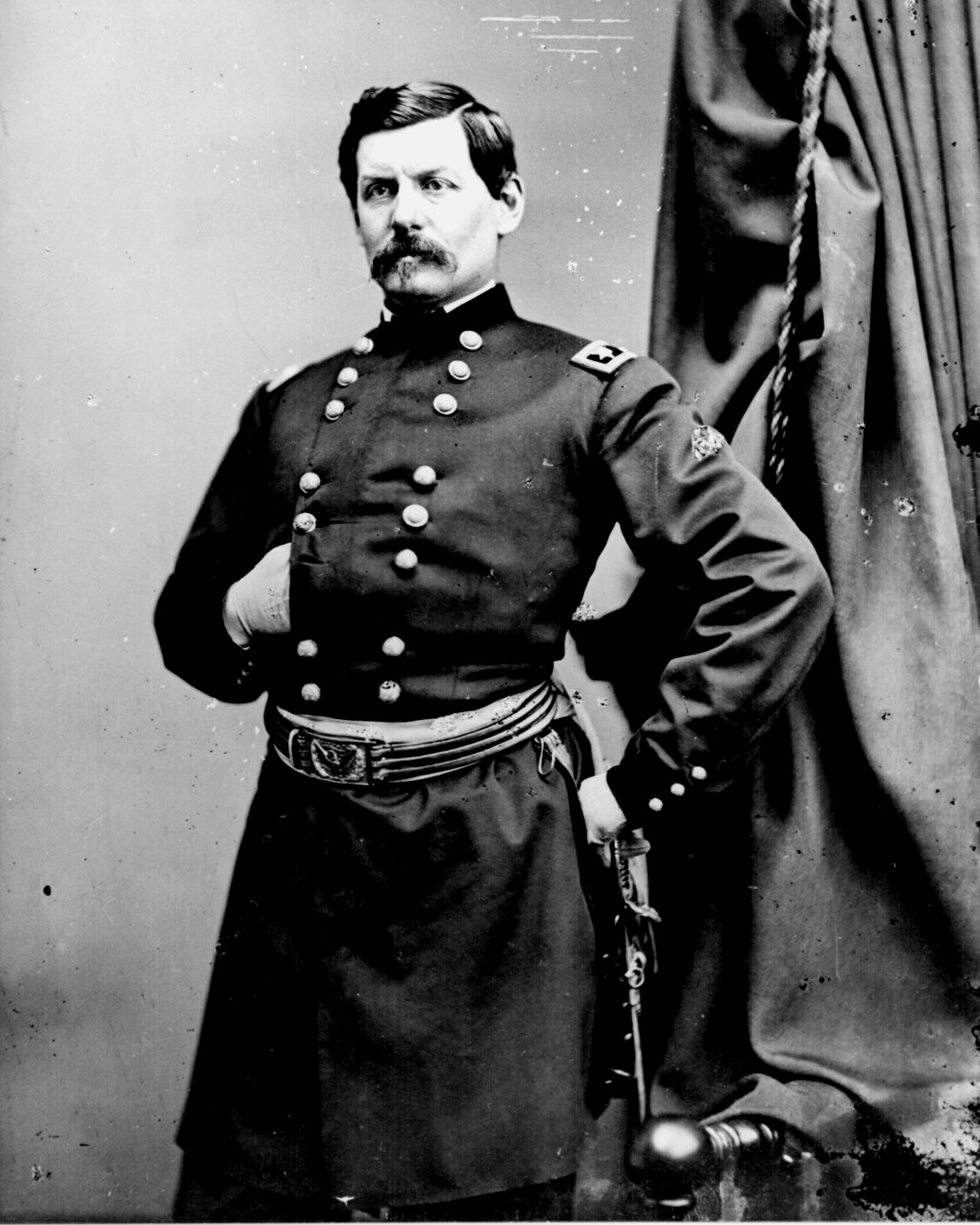
ジョージ・マクレラン

クエーカー教徒が特に奴隷制に反対しており、ニュージャージー州は地下鉄道の重要な拠点となった。1804年に段階的な奴隷制度廃止の法律を通したが、ほとんどの黒人が解放されたのは1830年だった。ニュージャージー州は奴隷制度を完全に廃止することでは北部で最後の州となり、南北戦争が終わるまで、1ダースほどのアフリカ系アメリカ人が年季奉公を続けていた。ニュージャージー州は合衆国憲法修正第13条、すなわち奴隷制度を禁じる条項の批准を拒否したのでは最初の州になった。
ニュージャージー州では南北戦争の戦闘は無かったが、31の歩兵および騎兵連隊に88,000名の兵士を送り出し、6,000名以上が戦争中に亡くなった。これら兵士のうち23,116名はポトマックの軍隊に従軍した。ニュージャージー州出身の兵士は主に東部戦線で戦った。米墨戦争以来の士官フィリップ・カーニーはウィリアム・B・フランクリン准将の下でニュージャージー連隊の旅団を率いた。カーニーは半島方面作戦で輝かしい戦歴を残したことで際だち、少将に昇進した。
ニュージャージー州は1860年の大統領選挙でエイブラハム・リンカーンではなく、スティーブン・ダグラスを推した数少ない州の一つであった。1864年の大統領選挙では、リンカーンに対抗するジョージ・マクレランを推す選挙人に投票した。リンカーンを2度までも拒否した唯一の自由州となった。マクレランは後に州知事となり、1878年から1881年まで務めた。
パターソンやカムデンのような工業都市は南北戦争の間も極めて成長を続けた。そこでは戦争に必要な衣類や弾薬が作られた。戦後も大量生産によって繁栄した。

## 20世紀

### 1900年代初期と第一次世界大戦
ヘンリー・H・ロジャーズ、ウィリアム・ロックフェラーおよびジョン・ロックフェラーによって、ニュージャージー州で創設されたスタンダード・オイル会社は石油の生産・輸送・精製および販売を行う巨大企業であった。1911年合衆国最高裁判所は、この会社がシャーマン独占禁止法を犯しているとみなし、会社の解散を命じた。スタンダード・オイル会社は合衆国で流通する精製済み石油の90％近くを支配しており、ほぼ完全な独占状態であった。その結果スタンダード・オイル会社は34の小さな会社に分割された。
ニュージャージー州は第一次世界大戦の間。造船と製造の中心となった。エリザベスにあるシンガー会社のような既存の工場は武器の製造者に転換された。新しい石油精製や弾薬の工場がデュポン・エンジニアリングのような会社によって建設された。戦後この会社や工場が化学製品に転換され、ニュージャージー州は世界の化学産業のリーダーとなった。何隻かの連合軍の艦船がニュージャージー海岸沖で沈められた。
クレスキルのキャンプ・メリットは第一次世界大戦で使われて活況を呈した。多くの兵士がヨーロッパに渡る前にホーボーケンに集められここから出発した。ペンバートンのディックス砦は1917年に建設され戦争の遂行に供された。
ここは訓練と出征準備のために使われた。戦後は復員の受入と除隊の施設となった。

### 怒濤の20年代
アメリカ合衆国の他の地域と同様にニュージャージー州は1920年代を通じて繁栄を極めた。この期間、ニュージャージー州の人口と雇用率は大きく伸びた。工場生産高は第一次世界大戦後に減少したが、生産ラインは比較的高い生産率を維持した。
1920年代は交通も一団と容易になった。自動車が容易に手に入るようになり、道路は舗装されて改良され、立体交差など新しい形が導入された。この結果、それまで生まれ故郷を出たことの無かったような人々が国中を旅行できるようになった。ジャージー海岸は観光地として特に人気を集めるようになった。州を越えて移動するために多くの橋が架けられトンネルが掘られた。カムデンとフィラデルフィアを結ぶベンジャミン・フランクリン橋は1926年に完成した。ハドソン川の下を通るホランド・トンネルは1927年に完成し、ニュージャージー州からニューヨーク市への移動を容易にした。それ以前はハドソン川を渡るためにフェリーを使う必要があった。その後ジョージ・ワシントン橋 (1931)やリンカーン・トンネル (1937)が完成し、マンハッタンへのアクセスが容易になった。ニューヨーク市とニュージャージー州を繋ぐ橋やトンネルは全て、1921年4月30日に設立されたニューヨーク・ニュージャージー港湾公社によって管理されている。
ニュージャージー州は、アルコールの売買を禁じる禁酒法を批准した最初の州にもなった。しかし、アルコールの消費を禁じた憲法修正第18条は、後の1933年12月に成立した憲法修正第21条によって撤廃された。ニューアークの醸造所は即座に再開された。

### 世界恐慌の時代
アメリカ合衆国の他の地域と同様にニュージャージー州は世界恐慌によって大きな打撃を受けた。1933年までに人口の10分の1はフランクリン・ルーズベルトのニューディール政策に頼るようになった。実際に州の財政が底を突いたので貧しい人々に乞食の免許を発行した。ルーズベルトによる第2ニューディール政策の一部、公共事業促進局の下で新しい事業が興され貧者を支えた。エジソンのディックス砦の拡張やルーズベルト公園の建設、ピスカタウェイのラトガーズ大学のフットボールスタジアムであるラトガーズ・スタジアムの建設などがこれにあたる。世界恐慌の間はストライキが頻発した。1937年にはニュージャージー州の墓堀人集団がストライキを起こした。
1938年、オーソン・ウェルズが「宇宙戦争 (ラジオ)|世界の戦争」というラジオ番組を作った。聴取者は「大きな燃える物体が...グラブズミル近くの農場に落下した...トレントからは22マイル」という声を聞いた。これは地球外の怪物が多くの破壊を引き起こすという筋だった。この放送はラジオ劇だと予告されていたが、ニュージャージー州や周辺の地域にパニックを起こした。多くの人々がその筋書きを真実と信じ、ニュージャージー州から逃げ出すか、家を閉ざして報告された怪物の襲来に備えた。CBSは作り話が聴取者の注意を引くままにさせたことで批判された。ウェルズと他の放送関係者は法律によっては罰せられなかったが、短期間、自宅軟禁状態に置かれた。
政界恐慌の時に、有名な飛行士のチャールズ・リンドバーグの20ヶ月になる息子がホープウェル近くの自宅から誘拐された。警察は多くの道路を閉鎖して誘拐犯の逃亡を阻止しようと図り、またリンドバーグ家の使用人を尋問した。連邦のエキスパート、アーサー・ケーラーが注意深く誘拐犯が使った梯子を調べ、サウスカロライナ州マコーミックにある会社に行き着いた。ジェイムズ・J・フィン中尉は身代金を渡すときに犯人を捕まえようとした。最後は身代金の紙幣でブルーノ・ハウプトマンが割り出された。この紙幣を受け取ったガソリン・スタンドの従業員が、ハウプトマンのダッジ・サルーンのナンバーを紙幣に書き付けていた。ハウプトマンはフレミントンで裁判に掛けられたが、この裁判は「世紀の裁判」と呼ばれた。判決は有罪だった。ハウプトマンはトレントンのニュージャージー州刑務所で電気椅子に座った。リンドバーグ愛児誘拐事件は、誘拐を連邦犯罪（重い罪）とする連邦誘拐法、別の名を「リンドバーグ法」を成立させた。

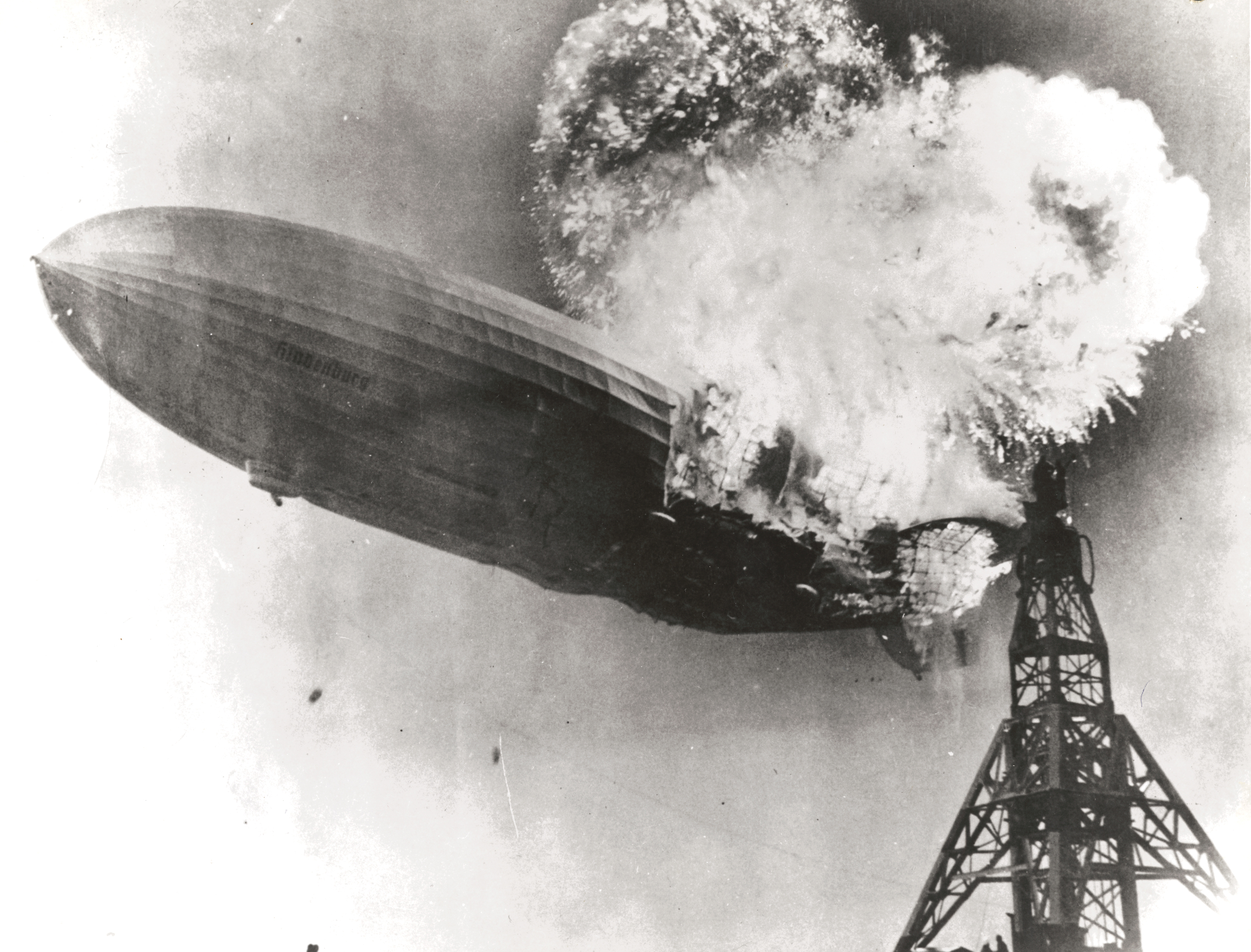
失火した直後のヒンデンブルク号

1937年、ドイツの飛行船ヒンデンブルク号がレークハーストの上空で爆発した。飛行船はレークハーストの繋留塔に近付いているときに、突然失火し、34秒後には水素ガスで充満された飛行船全体が炎に包まれた。この事故で26名の死者を出したが、その多くは燃える船から飛び出した者達だった。民間に信じられていることとは逆に、ヒンデンブルク号は燃えてしまう前の1年間を無事に航海していた。今日でもこの事故に関する疑問や議論が投げ掛けられている。突然の失火の原因として挙げられている説は、ドイツのナチスに対する妨害工作、静電気の帯電、および可燃性繊維である。

### 第二次世界大戦と1940年代
第二次世界大戦中、ニュージャージー州の造船所は多くの軍用船の建造の責任を持たされ、戦艦、空母、重巡洋艦や駆逐艦を建造した。戦争中の連合軍関連の契約の9％を受注した。当時のニュージャージー州人口の10％以上にあたる50万人が戦争に参加したので、多くの女性は夫のいない間の仕事を引き受けた。ドイツのUボート (U-869)が1945年にニュージャージー海岸沖で沈没した。
ニューヨークの港として機能するブランズウィック近くのキャンプ・キルマーが出征準備をする場所となった。キャンプ内の建物はカムフラージュとなるように塗装された。キャンプ・キルマーは軍人に医療を行う場としても、また物資を補給する場ともなった。このキャンプは後の朝鮮戦争や1956年のハンガリー動乱でも再度機能した。ディックス砦は出征する兵士の訓練場として再開された。モンマス郡のアール海軍武器庫は海軍軍備品の生産のために開設され、武器弾薬を積み込む安全な港ともなった。
1941年8月2日にミルビル空港が開港した。ここは戦闘機乗りの射撃訓練場として建設されたので、「アメリカで最初の防衛空港」と呼ばれた。ハンコック砦がサンディ・フックに開設され、砦の砲手にはドイツ軍の潜水艦がニューヨーク港に入ってくることを阻止する役目が与えられた。現在ではマクガイア空軍基地となっている飛行場が1937年にラッド飛行場として開設され、ディックス砦のための陸軍飛行場として機能した。ここは戦争中に拡張され、1949年には空軍に引き渡された。
日本人、ドイツ人およびイタリア人の子孫を収容する強制収用所がグロースターに設けられた。さらに、シーブルック農場は生産性を上げるために日本人労働者を使った。政府は強制収容所から少数集団がそこで働くことを認めた。第二次世界大戦の終結と共に、政府は強制収容所を閉鎖したが、多くの人がシーブルック農場で働き続けた。
1947年、現在も続くニュージャージー州憲法が批准され州政府を再組織することになった。知事の任期はそれまでの3年間から4年間になり、議会は定員40名の上院と定員80名の下院で構成されることになった。新憲法は婦人と非白人の参政権を復活させた。

### 20世紀後半
1950年代、ニューヨーク・ニュージャージー港湾公社はニューアーク、エリザベス両市に、ニューアーク＝エリザベス港海洋基地を計画し建設した。これは、コンテナ船の発案者であるマルコーム・マクリーンによるシーランド社の設立と物流改革によって、世界でも初めての海上コンテナ専用港となった。新しい港はすぐに、ブルックリン、ローワーマンハッタンおよびホーボーケンの在来型船渠を無用のものにした。1985年にこの港は世界でも最も取扱量の多い港になった。
1960年代、アフリカ系アメリカ人は警察がほとんど自分達に不利な側に立つことと、都会の老朽化で住環境が悪化したことを不満に感じ、多くの者が公民権を奪われていると考えるようになった。これが人種暴動に繋がり、最初のものは1964年8月2日にジャージーシティで起こり、市内に大きな損害をもたらした。71軒の店が破壊され負傷者は46人に上った。8月11日から13日には、パターソンとエリザベスで同様な暴動が起こった。パターソンの暴動では20軒の店とその他の建物が壊され、8人が負傷した。エリザベスの暴動では、6人が負傷し、17軒の店が壊された。この暴動の後、135名が逮捕された。
1967年夏、ニューアークとその近隣のプレーンフィールドで都市住民、主にアフリカ系アメリカ人が暴動を起こした。暴動中に24人が死亡し、1,600人近くが逮捕された。これら暴動は、ニューアークなど都市の多くの住民が暴動を避けて郊外に逃げ、都市やその近郷が荒廃したことの主要因の一つとして挙げられている。
冷戦中の1967年6月23日から25日、リンドン・ジョンソン大統領はソ連の首相アレクセイ・コスイギンとグラスボロの州立大学で会談した。グラスボロ・サミットと呼ばれている。会談の結果、特に具体的な合意には達せず、特に弾道弾迎撃ミサイルシステムの制限に関して進展が無かった。しかし、この会談はアメリカとソ連の間の緊張を和らげる効果があった。
ニュージャージー州は東海岸の戦略的な位置にあるため、アメリカ合衆国の冷戦に対する防衛計画で重要な役割を担った。14基のナイキ対空ミサイル発射台が2箇所に分かれてニュージャージー州に設置され、フィラデルフィアからニューヨークにかけての大都市圏を守ることになった。さらに地域指揮センターがニュージャージー州に作られた。1794年までに、ミサイル基地は無力化された。これらに加えて、長距離の航行が可能で核搭載のソ連空軍機による攻撃に備えて、対空防衛レーダー基地、迎撃機用基地、対空砲砲台、地対空ミサイル基地および指揮と管制のための設備が設けられた。
1998年、エリス島の南部が、合衆国最高裁判所の判決によって、ニュージャージー州に所属することになった。それ以前は島全体がニューヨーク州によって統治されていた。しかし、最高裁の判決後にニュージャージー州とニューヨーク州の間に意見の不一致が生じ、2つの州で島の統治を分け合うことになった。

## 21世紀

### テロリストの攻撃
2001年9月11日の朝、アメリカの国内線旅客機4機がハイジャックされた（アメリカ同時多発テロ事件）。この中にはニューアーク・リバティー国際空港発のユナイテッド航空の93便も含まれていた。4機共に衝突破壊されたが、このうちの2機がニューヨーク市の世界貿易センターの高層ビル2棟に激突し、ビルは2時間の内に崩壊したが、ニュージャージー州からも遠望できた。ニュージャージー州住民約700名を含み、2,986名が犠牲になった。ニューヨーク市地下鉄やパストレインの駅が閉鎖になったために、16万人以上の人がフェリーでマンハッタンからニュージャージー州に脱出した。
ローワーマンハッタンのオフィス街の破壊により、2001年以前にはじまっていたローワーマンハッタンからミッドタウンやニュージャージー州への職場の移動が加速された。ジャージーシティに建設されたゴールドマン・サックス・タワーはこの効果の一部である。ニュージャージー州ミドルタウンのような町は攻撃の後の影響を大きく受けている。

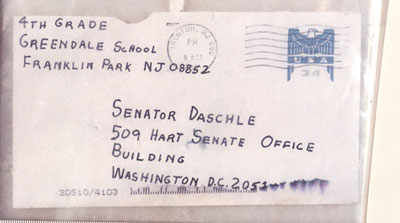
上院多数派指導者トム・ダシュルに送られた炭疽症菌入りの手紙。配達人が2人死んだ。

2001年9月18日以降の数週間、トレントンの消印のある封書で炭疽症菌が幾つかの報道関係社や2人の上院議員に配達された。このために5人が死亡し、22人が感染した（このうち11名は重態だった）。

### 2004年から2005年の知事不在

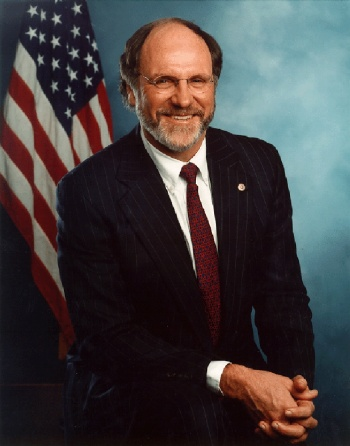
現職州知事ジョン・コーザイン

前州知事ジェイムズ・E・マグリービーは、汚職と強要で告発されて、2004年11月15日に辞任した。これには以前から噂のあったホモセクシャルの愛人に利益を図るため、無資格のまま指名するという不正が含まれていた。ニュージャージー州には当時副知事がいなかったので、知事不在の期間が続いた。州上院議長のリチャード・コーデイが知事代行を務めた。2005年11月8日にジョン・コーザインが新しい州知事に選ばれ、2006年1月17日に就任した。知事選挙の日に、2009年まで有効な副知事を置くこと認める州憲法の修正案が住民投票で通った。コーザインは2期目を目指した2009年11月の州知事選挙で、共和党新人のクリス・クリスティに僅差で敗北した。